# The Best FIFA Football Awards 2019
I The Best FIFA Football Awards 2019 si sono svolti il 23 settembre a Milano, in Italia, al Teatro alla Scala.

## Premi

### The Best FIFA Men's Player
| Posizione       | Nome              | Club                  | Nazionalità | Punti |
| --------------- | ----------------- | --------------------- | ----------- | ----- |
| 1               | Lionel Messi      | Barcellona            | Argentina   | 46    |
| 2               | Virgil van Dijk   | Liverpool             | Paesi Bassi | 38    |
| 3               | Cristiano Ronaldo | Juventus              | Portogallo  | 36    |
| Altri candidati |                   |                       |             |       |
| 4               | Mohamed Salah     | Liverpool             | Egitto      | 26    |
| 5               | Sadio Mané        | Liverpool             | Senegal     | 23    |
| 6               | Kylian Mbappé     | Paris Saint-Germain   | Francia     | 17    |
| 7               | Frenkie de Jong   | Ajax / Barcellona     | Paesi Bassi | 16    |
| 8               | Eden Hazard       | Chelsea / Real Madrid | Belgio      | 16    |
| 9               | Matthijs de Ligt  | Ajax / Juventus       | Paesi Bassi | 9     |
| 10              | Harry Kane        | Tottenham             | Inghilterra | 5     |

### The Best FIFA Goalkeeper
| Posizione | Nome                  | Club            | Nazionalità | Punti |
| --------- | --------------------- | --------------- | ----------- | ----- |
| 1         | Alisson               | Liverpool       | Brasile     | 45    |
| 2         | Marc-André ter Stegen | Barcellona      | Germania    | 41    |
| 3         | Ederson               | Manchester City | Brasile     | 24    |

### The Best FIFA Men's Coach
| Posizione       | Nome                | Squadra         | Punti |
| --------------- | ------------------- | --------------- | ----- |
| 1               | Jürgen Klopp        | Liverpool       | 48    |
| 2               | Pep Guardiola       | Manchester City | 38    |
| 3               | Mauricio Pochettino | Tottenham       | 27    |
| Altri candidati |                     |                 |       |
| 4               | Erik ten Hag        | Ajax            | 26    |
| 5               | Djamel Belmadi      | Algeria         | 26    |
| 6               | Didier Deschamps    | Francia         | 19    |
| 7               | Fernando Santos     | Portogallo      | 16    |
| 8               | Tite                | Brasile         | 12    |
| 9               | Marcelo Gallardo    | River Plate     | 10    |
| 10              | Ricardo Gareca      | Perù            | 10    |

### The Best FIFA Women's Player
| Posizione       | Nome                   | Club                              | Nazionalità | Punti |
| --------------- | ---------------------- | --------------------------------- | ----------- | ----- |
| 1               | Megan Rapinoe          | Reign FC                          | Stati Uniti | 46    |
| 2               | Alex Morgan            | Orlando Pride                     | Stati Uniti | 42    |
| 3               | Lucy Bronze            | Olympique Lione                   | Inghilterra | 29    |
| Altre candidate |                        |                                   |             |       |
| 4               | Amandine Henry         | Olympique Lione                   | Francia     | 23    |
| 5               | Vivianne Miedema       | Arsenal                           | Paesi Bassi | 23    |
| 6               | Rose Lavelle           | Washington Spirit                 | Stati Uniti | 21    |
| 7               | Julie Ertz             | Chicago Red Stars                 | Stati Uniti | 18    |
| 8               | Ada Hegerberg          | Olympique Lione                   | Norvegia    | 15    |
| 9               | Wendie Renard          | Olympique Lione                   | Francia     | 9     |
| 10              | Ellen White            | Birmingham City / Manchester City | Inghilterra | 7     |
| 11              | Samantha Kerr          | Perth Glory / Chicago Red Stars   | Australia   | 0     |
| 12              | Caroline Graham Hansen | Wolfsburg / Barcellona            | Norvegia    | 0     |

### The Best FIFA Women's Goalkeeper
| Posizione | Nome                | Club                      | Nazionalità | Punti |
| --------- | ------------------- | ------------------------- | ----------- | ----- |
| 1         | Sari van Veenendaal | Arsenal / Atlético Madrid | Paesi Bassi |       |
| 2         | Christiane Endler   | Paris Saint-Germain       | Cile        |       |
| 3         | Hedvig Lindahl      | Chelsea / Wolfsburg       | Svezia      |       |

### The Best FIFA Women's Coach
| Posizione       | Nome              | Squadra                | Punti |
| --------------- | ----------------- | ---------------------- | ----- |
| 1               | Jillian Ellis     | Stati Uniti            | 48    |
| 2               | Sarina Wiegman    | Paesi Bassi            | 40    |
| 3               | Phil Neville      | Inghilterra            | 31    |
| Altri candidati |                   |                        |       |
| 4               | Reynald Pedros    | Olympique Lione        | 28    |
| 5               | Peter Gerhardsson | Svezia                 | 23    |
| 6               | Milena Bertolini  | Italia                 | 22    |
| 7               | Futoshi Ikeda     | Giappone U-20          | 13    |
| 8               | Antonia Is        | Spagna U-17            | 12    |
| 9               | Joe Montemurro    | Arsenal                | 10    |
| 10              | Paul Riley        | North Carolina Courage | 5     |

### FIFA Fair Play Award
| Vincitori                     | Motivazione                                                                                    |
| ----------------------------- | ---------------------------------------------------------------------------------------------- |
| Marcelo Bielsa e il Leeds Utd | Per aver lasciato segnare gli avversari dopo aver realizzato un gol con un calciatore a terra. |

### FIFA Puskás Award
Il premio per il gol migliore dell'anno è stato vinto da Dániel Zsóri per la rete segnata il 16 febbraio 2019 nella gara di Nemzeti Bajnokság I tra Debrecen e Ferencváros.

### FIFA Fan Award
| Posizione | Tifosi                 | Incontro   | Competizione             | Data               | Percentuale |
| --------- | ---------------------- | ---------- | ------------------------ | ------------------ | ----------- |
| 1         | Silvia Grecco          | Vari match | Match del Palmeiras      | Varie              | 58%         |
| 2         | Justo Sanchez          | Vari match | Match del Rampla Juniors | Varie              | 32%         |
| 3         | Tifosi dei Paesi Bassi | Vari match | Mondiale 2019            | giugno-luglio 2019 | 10%         |

### FIFA FIFPro World11

#### FIFA FIFPro Men's World11
| Nome              | Club di appartenenza  |
| Portiere          | Portiere              |
| ----------------- | --------------------- |
| Alisson           | Liverpool             |
| Difensori         |                       |
| Sergio Ramos      | Real Madrid           |
| Matthijs de Ligt  | Ajax / Juventus       |
| Virgil van Dijk   | Liverpool             |
| Marcelo           | Real Madrid           |
| Centrocampisti    |                       |
| Luka Modrić       | Real Madrid           |
| Frenkie de Jong   | Ajax / Barcellona     |
| Eden Hazard       | Chelsea / Real Madrid |
| Attaccanti        |                       |
| Kylian Mbappé     | Paris Saint-Germain   |
| Lionel Messi      | Barcellona            |
| Cristiano Ronaldo | Juventus              |

#### FIFA FIFPro Women's World11
| Nome                | Club di appartenenza      |
| Portiere            | Portiere                  |
| ------------------- | ------------------------- |
| Sari van Veenendaal | Arsenal / Atlético Madrid |
| Difensori           |                           |
| Lucy Bronze         | Olympique Lione           |
| Nilla Fischer       | Wolfsburg / Linköping     |
| Kelley O'Hara       | Utah Royals               |
| Wendie Renard       | Olympique Lione           |
| Centrocampisti      |                           |
| Julie Ertz          | Chicago Stars             |
| Amandine Henry      | Olympique Lione           |
| Rose Lavelle        | Washington Spirit         |
| Attaccanti          |                           |
| Marta               | Orlando Pride             |
| Alex Morgan         | Orlando Pride             |
| Megan Rapinoe       | Seattle Reign             |